# 1976年インスブルックオリンピックのフランス選手団
1976年インスブルックオリンピックのフランス選手団（1976ねんインスブルックオリンピックのフランスせんしゅだん）は、1976年2月4日から2月15日まで、オーストリアのインスブルックで開催された1976年インスブルックオリンピックのフランス選手団、およびその競技結果。

## 概要
今大会は金メダルおよび銀メダルはなく、銅メダル1個に留まった。

## メダル
| メダル | 選手名                 | 競技           | 種目       |
| ------ | ---------------------- | -------------- | ---------- |
| 銅     | ダニエル・デベルナール | アルペンスキー | 女子大回転 |